# Arya Stark
Arya Stark es un personaje ficticio de la saga Canción de hielo y fuego del escritor George R. R. Martin. Es uno de los principales personajes de la serie y el único en contar con capítulos propios en cada uno de los libros de la saga.
Arya es presentada como la hija de Eddard Stark y Catelyn Tully. Es mostrada como una muchacha voluntariosa, tozuda, con carácter y que desafía los roles femeninos de su tiempo. En la adaptación televisiva de HBO, Game of Thrones, es interpretada por la actriz Maisie Williams.

## Personalidad
Arya Stark una muchacha independiente, ingeniosa y de fuerte carácter pese a su corta edad (9 años al inicio de la saga) que tiene un desencanto con las actividades más femeninas.
Su posesión más valiosa es su espada Aguja, una fina espada regalo de Jon Nieve. Mantiene una relación de animadversión con su hermana Sansa Stark que posee unos gustos y unas aficiones muy distintas a las de Arya. 
Es aficionada a las actividades propias de un caballero (pelear con espadas, practicar con arco y flecha) más totalmente inepta en las labores tradicionalmente femeninas como el bordado, la música o el canto (a diferencia de su hermana Sansa) lo que generaba frustración en sus padres y en su tutora, la septa Mordane de quien huye en numerosas ocasiones, evitando sus clases.
Desde el inicio de la saga, Arya muestra un carácter fuerte e independiente, que según su padre, es muy similar al de su difunta tía Lyanna (lo que Ned Stark llamaba «El espíritu del lobo»). A lo largo de la serie, Arya despertará nuevas habilidades en su largo viaje por reencontrarse con su familia, viaje que la llevara a lugares alejados y seguros, de la mano de personajes que le ayudarán a avanzar en su camino de la venganza

## Historia

### Juego de Tronos
Cuando Eddard Stark parte hacia Desembarco del Rey decide llevarse con él a Arya y Sansa con la intención de que se eduquen en la corte. Antes de partir, su medio-hermano Jon Nieve le regala una espada a la que Arya pondrá el nombre de Aguja. De camino a la capital, Arya se hace amiga del hijo de un carnicero llamado Mycah con el que practica esgrima. El príncipe Joffrey Baratheon los descubre, y borracho, intenta dañar a Mycah, defendiéndolo Arya y su loba huargo Nymeria. Sabiendo que Joffrey y su madre la reina querrían ver a la loba muerta, Arya hace huir a Nymeria y tiene que contarle lo sucedido al rey Robert Baratheon. Mientras, Sandor Clegane, el guardaespaldas de Joffrey, asesina a Mycah por órdenes del príncipe. Desde entonces, Joffrey y «El Perro» se ganan el odio de Arya.
Ya en la capital, su padre le busca un profesor para que la ayude a practicar esgrima, un braavosi llamado Syrio Forel. Cuando Ned Stark es arrestado, la reina Cersei ordena también el arresto de todos los Stark. Syrio distrae a los guardias mientras Arya escapa y ella se refugia en el Lecho de Pulgas, uno de los barrios pobres de Desembarco del Rey. Un día, Arya asiste a una ejecución, la de su propio padre. En medio de la multitud es localizada por Yoren, un reclutador de la Guardia de la Noche que se la lleva con él.

### Choque de Reyes
Arya parte con Yoren y su grupo de reclutas rumbo al Muro. Arya adopta el nombre de «Arry», un muchacho huérfano del Lecho de Pulgas. De camino son atacados por una partida de soldados Lannister al mando de Ser Amory Lorch, el cual mata a Yoren y Arya es uno de los pocos que quedan con vida. El grupo es llevado a Harrenhal, bastión en manos de los Lannister y los mercenarios de la Compañía Audaz.
En Harrenhal, Arya contacta con Jaqen H'ghar, uno de los reclutas de Yoren a quien Arya ayudó a escapar de Ser Amory Lorch. Jaqen, a petición de Arya, elimina a varios hombres de Ser Amory y después ayuda a liberar a varios prisioneros norteños que entregan el bastión de Harrenhal a Roose Bolton. Arya, ahora bajo el nombre de «Nymeria», sirve como copera de Tywin Lannister. Éste quiere dejar Harrenhal a Vargo Hoat, el líder de la Compañía Audaz, de modo que Arya escapa de la fortaleza con ayuda de Gendry y Pastel Caliente.

### Tormenta de Espadas
Arya y sus acompañantes, Gendry y Pastel Caliente, son capturados por la Hermandad sin Estandartes. Uno de los miembros la reconoce como Arya Stark y ella permanece con el grupo. En un determinado momento, la Hermandad captura a Sandor Clegane, el cual secuestra a Arya con la intención de llevarla a Aguasdulces y pedir rescate por ella. Ambos llegan en plenos sucesos de la Boda Roja, por lo que después parten hacia el Valle de Arryn donde residía Lysa Tully, la tía de Arya, pero al llegar descubren que ha muerto. Deciden regresar a Aguasdulces donde resiste Brynden Tully, el tío-abuelo de Arya.
De camino a Aguasdulces, ambos paran en una posada donde se produce una refriega entre Sandor y hombres de Ser Gregor Clegane. Sandor consigue acabar con ellos y Arya recupera a Aguja, que estaba en posesión de uno de ellos. Sin embargo, Sandor queda malherido y reclama a Arya "misericordia", aunque ella lo abandona a su merced. Llega hasta el pueblo de Salinas donde toma un barco rumbo a Braavos.

### Festín de Cuervos
A bordo del barco Hija del titán, Arya causa temor a los tripulantes. Al llegar a Braavos llega a un templo donde un misterioso sujeto, que resulta ser Jaqen H'ghar la inicia en los Hombres sin Rostro, obligándola a renunciar a su pasada personalidad y pertenencias para adoptar una nueva identidad y forma de ser. Arya adopta el nombre de «Gata de los Canales» y comienza a aprender los secretos de los Hombres sin Rostro, además de empezar a asesinar (uno de sus objetivos es Daeron, un desertor de la Guardia de la Noche. Cuando le cuenta al hombre bondadoso que mató a Daeron por desertor de la Guardia de la Noche, este no dice nada, y le da una bebida caliente. Al día siguiente se despierta completamente ciega.

### Danza de Dragones
Arya permanece completamente ciega en el templo, ceguera producida debido a la leche que los sacerdotes le proporcionan. Su habilidad como cambiapieles se desarrolla y ya es capaz de meterse en su loba huargo, Nymeria. Arya adopta entonces el nombre de «Beth» y pasa los días como mendiga por las calles de Braavos.
Su primer trabajo es eliminar a un hombre que opera en los muelles. Arya incluso desciende a la parte más baja del templo, donde miles de rostros cuelgan de las paredes. Después de finalizar su trabajo, se le comunica que estará bajo la tutela de un hombre llamado Izembaro.

## Adaptación televisiva

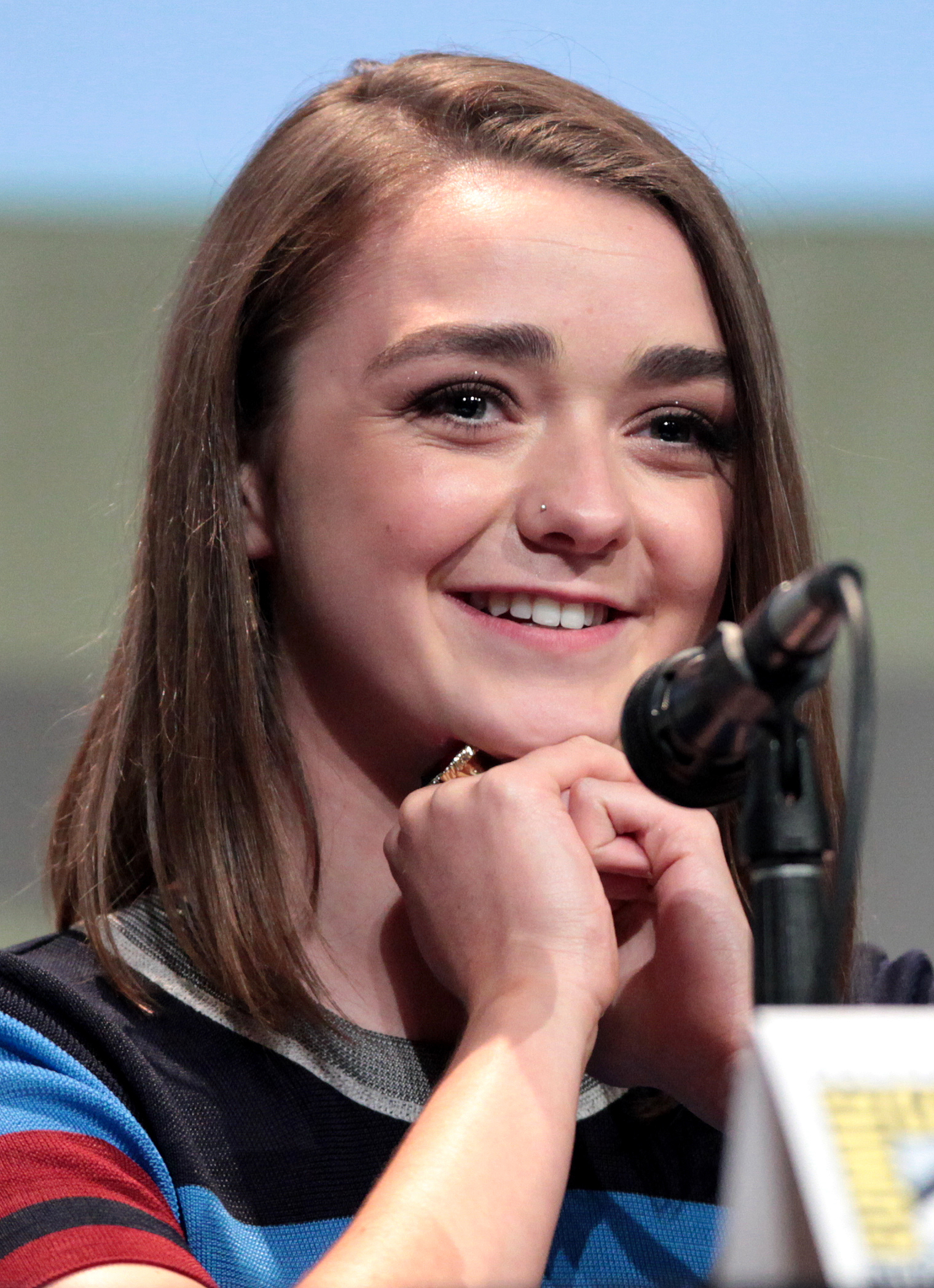
Maisie Williams interpreta a Arya.

### Primera temporada
Arya acompaña a su padre Eddard Stark (Sean Bean) y a su hermana Sansa (Sophie Turner) a Desembarco del Rey. Antes de su partida, el hermano bastardo de Arya, Jon Nieve (Kit Harington), le regala una espada que ella llama "Aguja". 
En el Camino Real, Arya está peleando con el hijo de un carnicero, Mycah, cuando el prometido de Sansa,  Joffrey Baratheon (Jack Gleeson), ataca a Mycah, Arya lo golpea con su espada y este reacciona violentamente, provocando que la loba huargo de Arya, Nymeria, mordiera a Joffrey. Arya hace que Nymeria escape para evitar que sea asesinada, pero está furiosa cuando Sansa luego se niega a apoyar su versión de los acontecimientos. Mycah es más tarde asesinado por el guardaespaldas de Joffrey, Sandor Clegane, ganándose el odio de Arya.
Ned organiza para Arya unas lecciones de espada con el braavosi Syrio Forel (Miltos Yeromelou), que más tarde la defiende de Ser Meryn Trant  (Ian Beattie) después de que Joffrey asciende al trono y mata a los hombres Stark. Arya huye de la Fortaleza Roja, matando accidentalmente a un muchacho de establo en su escape, escondiéndose como una mendiga en las calles de Desembarco del Rey. 
Ned finalmente es llevado al Gran Septo de Baelor para enfrentar el juicio; Observa a Arya entre la multitud, y alerta al reclutador de la Guardia de la Noche, Yoren (Francis Magee), a su presencia. Yoren evita que Arya presencie la ejecución de Ned y le corta el cabello simulando ser como un niño cuando se une a los reclutas de Yoren en la marcha hacia el Norte.

### Segunda temporada
Yoren y los reclutas son atacados y asesinados por soldados de los Lannister bajo el comando de Ser Amory Lorch (Fintan McKeown), y por orden de Cersei Lannister para matar al bastardo de Robert Baratheon, Gendry (Joe Dempsie), que es parte del partido. La espada de Arya, Aguja, es confiscada por un soldado, Polliver (Andy Kellegher), quien luego lo usa para matar al amigo de Arya, Lommy ManosVerdes (quien Arya luego reclama que es Gendry). 
Los reclutas son llevados a  Harrenhal, donde Tywin Lannister (Charles Dance) la reconoce como una niña y la toma como su copera. 
Jaqen H'ghar (Tom Wlaschicha) ofrece matar a tres personas por Arya como recompensa por salvar su vida y las de sus compañeros de celda durante el ataque; Arya escoge al torturador de Harrenhal, The Tickler y Ser Amory. Cuando Arya es incapaz de matar a Tywin antes de su partida, ella tiene a Jaqen para ayudarla, Gendry y su amigo Pastel Caliente escapan. Jaqen ofrece llevar a Arya a  Braavos para unirse al gremio de asesinos de "Hombres Sin Rostro", y aunque ella declina le entrega una moneda de hierro que le permitirá obtener pasaje a Braavos.

### Tercera temporada
Arya, Gendry y Pastel Caliente se encuentran con  Thoros de Myr (Paul Kaye), un Sacerdote Rojo que es miembro de la Hermandad Sin Estandartes, un grupo de hombres enviados por Ned para restaurar el orden en las Tierras de los Ríos. Cuando Thoros los lleva al escondite de la Hermandad, encuentran al Perro, un cautivo de otros hombres de la Hermandad. El Perro es presentado ante el líder de la Hermandad, Ser Beric Dondarrion (Richard Dormer), y después de que Arya le acusa del asesinato de Mycah, Beric lo condena a juicio por combate. El Perro gana, lo que causa la furia de Arya, y es liberado por Dondarrion. Arya se enfurece aún más cuando la Hermandad vende a Gendry a Melisandre (Carice van Houten) y escapa de la Hermandad. 
Ella es capturada por el Perro, que tiene la intención de llevarla a Los Gemelos con su hermano  Robb. Sin embargo, cuando llegan los Freys traicionan a los Stark y matan a Robb y a su madre Catelyn, quedando Arya como testigo de su asesinato. Devastada y deseosa de venganza, Arya apenas escapa de la masacre. En las secuelas de su escape, Arya encuentra a un soldado de los Frey que se jactó sobre su papel en profanar el cadáver de Robb. Arya apuñala al soldado hasta la muerte, marcando la primera vez que ha matado deliberadamente a otra persona.

### Cuarta temporada
Arya y el Perro se encuentran con Polliver en una taberna; Arya reclama a Aguja y la usa para matar Polliver y vengar a Lommy. También encuentran a Rorge y Biter, los compañeros prisioneros de Jaqen, y Arya mata a Rorge después de recordar que él había amenazado con violarla.
El Perro lleva a Arya al Valle para rescatarla a su tía Lysa Tully, sólo para ser rechazada en la entrada del Nido de Águilas cuando se les informa que Lysa se ha suicidado al parecer. Volviendo del Nido de Águilas, Brienne de Tarth (Gwendoline Christie) les dice, que había jurado a Catelyn Tully llevar a Arya a salvo. Al desconfiar de las lealtades de Brienne, el Perro intenta matarla pero es golpeado severamente y parece ser mortalmente herido. Arya logra ocultarse de Brienne en la confusión, y después de que Brienne se vaya, Arya toma la plata del Perro, dejándolo morir. 
A continuación, se encuentra con un capitán Braavosi, que ofrece su paso a Braavos después de que ella le da la moneda de hierro.

### Quinta temporada
Arya llega a Braavos y es aceptada en la Casa de Blanco y Negro por un hombre que lleva la cara de Jaqen H'ghar. Después de impresionar a Jaqen con su habilidad para mentir sin ser detectada por convencer a una chica con una enfermedad terminal de beber veneno, se le da la tarea de asesinar a un vendedor de seguros corruptos. 
Sin embargo, ella es distraída de su misión por la llegada en Braavos de Ser Meryn Trant. Asumiendo la identidad de la chica que había envenenado, Arya se disfraza de prostituta y se infiltra en un burdel, donde mata a Meryn. 
Sin embargo, cuando regresa a la Casa de Negro y Blanco es atrapada por Jaqen, quien rechaza que Arya no se haya disociado de su identidad y que como resultado el uso de la cara de otra persona la envenenará. Arya
posteriormente queda ciega.

### Sexta temporada
Arya se ve obligada a mendigar en las calles de Braavos, con su compañera acólita La Niña Abandonada (Faye Marsay) llegando diariamente para atacarla. Finalmente, Jaqen trae a Arya de vuelta a la Casa de Blanco y Negro y restaura su visión. 
Ella está encargada de asesinar a una actriz llamada Lady Crane (Essie Davis), pero Arya tiene un cambio de corazón en el último minuto, y en su lugar de advierte a Lady Crane del atentado contra su vida. La Niña Abandonada es testigo de esta desobediencia, y tiene permiso de Jaqen para matar a Arya. Consciente de que ahora está en peligro, Arya recupera a Aguja de su escondite y arregla para el paso de Braavos, pero es apuñalada por La Niña Abandonada y escapa apenas. 
Lady Crane la ayuda en su delicada salud, pero la Niña Abandonada reaparece, mata a Lady Crane y persigue a Arya en recuperación. Arya la lleva a su cuarto por debajo de Braavos y extingue la única vela en la habitación, su experiencia de pelea cuando estaba ciega en última instancia, le da ventaja y lo que le permite matarla. Arya le quita el rostro y lo añade al Salón de las Caras antes de decirle a Jaqen impresionado que ella es Arya Stark, y regresa a Poniente.
Arya viaja a los Gemelos, asumiendo la identidad de una sirvienta. Ella mata a los hijos de Lord Walder Frey (David Bradley), Walder "El Negro" y Lothar Frey, antes de cocinarlos en un pastel que sirve a Walder Frey. Después de revelar su verdadera identidad a Walder, le corta la garganta, vengando a Robb y Catelyn.

### Séptima temporada
Tomando la cara de Walder Frey, Arya reúne a los hombres de la Casa Frey para una fiesta antes de matar a todos con vino envenenado. Arya luego viaja al sur, con la intención de viajar a Desembarco del Rey para asesinar a Cersei (ahora Reina de los Siete Reinos después de la extinción de la  Casa Baratheon). Sin embargo, Arya cambia de opinión después de reencontrarse con su viejo amigo Pastel Caliente y este le dice que los Bolton murieron y su hermano Jon ha recuperado Invernalia y ha sido coronado Rey en el Norte, y decide volver a su hogar ancestral. En el camino se encuentra con una manada de lobos liderada por su loba huargo Nymeria. Nymeria reconoce a Arya, pero se ha vuelto fiera y salvaje e ignora a Arya cuando le pide que la acompañe al Norte.
Al llegar a Invernalia, Arya se encuentra con que Jon ha viajado a Rocadragón, pero se reencuentra con Sansa y Bran, el último de los cuales revela su conocimiento de la lista de nombres de Arya a través de sus visiones y le regala una daga de acero valyrio, que le había dado Meñique. Arya también se reúne con Brienne, que sigue sirviendo a los Starks, y se las arregla para entrenar sus habilidades de pelea con ella.

### Octava temporada
Jon y Daenerys llegan a Invernalia junto a los soldados y los dragones de Daenerys. Arya se reencuentra con varios personajes muy importantes en su historia. Primero se reencuentra con Jon, su hermano mayor, a quien Arya le tuvo siempre mucho aprecio. También se reencuentra con Gendry y con Sandor, demostrando cierto interés afectivo por el primero y encargándole una lanza demostable para la batalla que se aproxima.
Todos se preparan para la llegada del Rey de la Noche. Arya conversa con Sandor y se reencuentra con Beric Dondarrion, ambos integrantes de su lista. Acto seguido se encuentra con Gendry quien le entrega la lanza que le ha encargado, este le confiesa que es hijo de Robert Baratheon; Arya le pregunta por sus relaciones anteriores y por su encuentro con Melisandre, con el objetivo de acostarse con él esa misma noche. De esta manera Arya tiene su primera vez.
En la Larga Noche, Arya se encuentra junto a Sansa en los muros de Invernalia, esperando la llegada de los Caminantes Blancos. Arya descubre la presencia de Melisandre (que está en su lista), quien la mira con cierto misterio. Los Dotrakhi cabalgan hacia la oscuridad con su Arakh en llamas y las hermanas Starks ven como sus llamas se van apagando una a una. En ese momento Arya le ordena a Sansa que baje a la Criptas y le entrega una daga de vidriagón.
Ya con los muertos acechando el castillo, Arya nos demuestra sus dotes para la batalla usando su lanza desmontable. Mientras tanto Sandor, en un rincón acobardado por el fuego, es encontrado por Beric quien lo alienta a seguir batallando, a lo cual Sandor hace caso omiso, hasta que ve a Arya en problemas. Así, ambos se aprontan a ayudar a Arya quien se encuentra batallando en los pasillos del interior del castillo. En ese momento, Beric se sacrifica para salvarla. Arya y Sandor logran ponerse a salvo en una habitación junto a Beric que está herido de muerte. Allí se encuentran con Melisandre; Arya la afronta y recuerdan el momento en que mantuvieron una conversación y la Mujer Roja profetizó lo siguiente:
```
 
"Veo una oscuridad en ti. Y en esa oscuridad, unos ojos que me miran fijamente. Ojos marrones, ojos azules, ojos verdes. Ojos que cerrarás para siempre. Nos volveremos a encontrar"
```

Acto seguido, Melisandre cita a Syrio Forell: "¿Qué le decimos al Dios de la Muerte?"; a lo que Arya responde: "Hoy no", y huye corriendo de la habitación. El Rey de la Noche ha llegado al Viejo Arciano y es enfrentado por Theon quien muere al instante. Se encuentra con Bran y en el momento en que está por tomar su arma para matarlo una sombra se abalanza sobre él: es Arya que da el golpe final con su daga de acero valyrio, cerrando sus "ojos azules" y haciendo que todos los Caminantes y los muertos se desplomen al instante. De esta manera salva a Invernalia y se convierte en su heroína.
Luego de la batalla, todos se aprontan a festejar la victoria. Gendry es nombrado por Daenerys como lord de Bastión de las Tormentas y pasa a llamarse Gendry Baratheon. Se encuentra con Arya quien está practicando con su arco y flecha, le confiesa su amor y le dice que se case con él y gobierne junto a ella, a lo cual Arya rechaza y le desea buena vida. "No soy una dama" es lo que le dice a Gendry.
Daenerys se prepara para batallar contra Cersei. Los Starks tienen una conversación en el Viejo Arciano y Jon le confiesa a las hermanas Starks que su identidad real es la de Aegon Targaryen, y les ordena que guarden el secreto. No obstante, Sansa le cuenta la verdad a Tyrion.
Los ejércitos parten para Desembarco del Rey; Arya y Sandor parten juntos al amanecer con el objetivo de asesinar a Cersei y a Gregor Clegane, respectivamente. Daenerys, luego de perder a Vyserion y a Missandei, y al enterarse de la traición de Tyrion y de Varys, pierde la cordura, y eso la lleva a incendiar Desembarco del Rey y a todos sus habitantes junto a Drogon. En ese momento, Arya y Sandor se encuentran adentro del Castillo Real; Sandor le dice a Arya que se salve y que olvide su venganza, ella accede y ambos se despiden. Sandor batalla con Gregor y ambos mueren. También muere Cersei junto a Jaime, de manera que la lista de Arya ya tiene a todos sus integrantes muertos.
Daenerys sigue acechando la ciudad y Arya lucha por su vida para poder escapar, poniéndose en riesgo varias veces. Cuando todo termina, Arya sobrevive y se encuentra con un Caballo Blanco en medio de los escombros. Se sube a él y se aleja galopando.
Luego de la masacre, Daenerys da su discurso de victoria frente a todos sus soldados. Tyrion es tomado prisionero por rebelarse ante la Reina. Arya se encuentra con Jon y le advierte sobre ella, reconociéndola como asesina. Jon se encuentra con Daenerys y le clava una daga por sorpresa. Drogon quema el Trono de Hierro, toma a Daenerys y se va volando. Jon es tomado prisionero por los Inmaculados.
Tras la muerte de Daenerys, se reúnen los lores de Poniente, incluyendo a Arya, para decidir el destino de Jon y Tyrion. Este último sugiere que Bran sea coronado Rey y todos acceden, a excepción de Sansa quien declara independiente al Norte. Bran, el nuevo Rey de los Seis Reinos, ordena que Tyrion sea su Mano y que Jon sea enviado a la Guardia de la Noche.
Los Starks se despiden y cada uno toma su camino. Arya decide navegar más allá del Oeste hacia territorios aún desconocidos.

## Recepción
Con la emisión de la serie televisiva Game of Thrones, Arya Stark se convirtió en uno de los personajes más populares de la serie. Su popularidad llega a tal nivel que en países como Estados Unidos el nombre «Arya» comenzó a usarse en los recién nacidos a partir del año 2011, año del inicio de la serie televisiva.